# Hideo Nakata
Hideo Nakata (中田 秀夫, Nakata Hideo) est un réalisateur et un scénariste japonais né le 19 juillet 1961 à Okayama (Japon).

## Biographie
Il obtient un diplôme à l'université de Tokyo, mais après avoir fait plusieurs petits travaux sur des plateaux de tournage il se destine au cinéma. Il intègre alors le séminaire de cinéma de Shigehiko Hasumi. Il est ensuite engagé par la Nikkatsu pour laquelle il travaillera sur des pinku eiga (ピンク映画, pinku eiga, litt. « cinéma rose », désignant des films érotiques à petit budget) en tant qu'assistant réalisateur auprès de Konoma Masaru. C'est durant cette période qu'il apprendra réellement le métier. Après plusieurs années il accède au poste de réalisateur en travaillant sur des projets pour la télévision et pour le marché des direct to video. En 1996, il réalise Le Spectre de l'actrice, son premier long métrage destiné au grand écran. Il est suivi de Ring qui va le révéler à un niveau international.
En 2003, il obtient le prix du jury, le prix de la critique internationale et le prix du jury jeunes au festival du film fantastique de Gérardmer pour son film Dark Water.

## Filmographie partielle

### Réalisateur

#### Au cinéma
- 1995 : Jokyōshi nikki: Kinjirareta sei女教師日記・禁じられた性 (?)
- 1996 : Le Spectre de l'actrice (女優霊, Joyū-rei?)[2]
- 1996 : (Ura) Tōsatsu nanpadō ((裏)盗撮ナンパ道?)
- 1997 : Ansatsu no machi (暗殺の街・極道捜査線?)
- 1998 : Joseph Losey: The Man with Four Names (ジョセフ・ロージー 四つの名を持つ男, Josefu Rōjii: Yottsu no na o motsu otoko?)
- 1998 : Ring (リング, Ringu?)
- 1999 : Ring 2 (リング2, Ringu 2?)
- 2000 : Sleeping Bride (ガラスの脳, Garasu no nō?)
- 2000 : Chaos (カオス, Kaosu?)
- 2001 : Sadistic and Masochistic (サディスティック&マゾヒスティック, Sadeisuteikku & mazohisuteikku?)
- 2002 : Dark Water (仄暗い水の底から, Honogurai mizu no soko kara?)
- 2002 : Last Scene (ラストシーン?)
- 2005 : Le Cercle 2 (The Ring Two)
- 2007 : Kaidan (怪談?)
- 2008 : L: Change the World
- 2010 : Chatroom
- 2010 : TV Show (インシテミル ７日間のデス・ゲーム, Inshite Miru: 7-kakan no desu gemu?)
- 2013 : The Complex (クロユリ団地, Kuroyuri danchi?)
- 2014 : Monsterz (モンスターズ?)
- 2015 : Ghost Theatre (劇場霊, Gekijō-rei?)
- 2016 : White Lily (ホワイトリリー, Howaito rirī?)[3]
- 2018 : Stolen Identity (スマホを落としただけなのに, Sumaho o Otoshita dake nanoni?)
- 2019 : Sadako (貞子?)
- 2023 : The Forbidden Play (禁じられた遊び, Kinjirareta asobi?)

#### À la télévision
- 2023 : The Days (série)

### Scénariste
- 1996 : Le Spectre de l'actrice (女優霊, Joyū-rei?)
- 1998 : Ring 2 (リング2, Ringu 2?)
- 2002 : Dark Water (仄暗い水の底から, Honogurai mizu no soko kara?)

### Producteur
- 2002 : Last Scene